# Kvinnofridslinjen
| Kvinnofridslinjen |
| --- |
| - Beskrivning: En nationell stödtelefon och chatt. - Syfte: Att ge stöd till kvinnor och tjejer som utsatts för hot och våld. - Telefonnummer: 116 016 - Webbplats: www.kvinnofridslinjen.se |

Kvinnofridslinjen är en nationell stödtelefon och chatt för kvinnor och tjejer som utsatts för fysiskt, psykiskt eller sexuellt våld. Även anhöriga och yrkesverksamma som möter våldsutsatta i sitt yrke kan ta kontakt. 
Numret till Kvinnofridslinjen är 116 016. Alla oavsett ålder kan ringa eller chatta. De som svarar är personal med kunskap om våld i nära relation och  erfarenhet av att möta människor i svåra livssituationer. Personalen har tystnadsplikt och den som tar kontakt är anonym.
Kvinnofridslinjen drivs i anslutning till patientverksamheten vid Nationellt centrum för kvinnofrid (NCK) på uppdrag av regeringen. 2011 fick NCK i uppdrag att under en fyraårsperiod utveckla och kvalitetssäkra, den nationella stödtelefonen. Uppdraget slutredovisades till Utbildningsdepartementet den 1 april 2015.